# Acti
Acti (in greco antico: Ἀκτίς?, Aktís) è un personaggio della mitologia greca. Era uno dei sette Eliadi.

## Genealogia
Era figlio di Helios e della ninfa Rodo.

## Mitologia
Acti e tre dei suoi fratelli erano gelosi degli studi sulle scienze di Tenage e così lo uccisero. Quando il crimine fu scoperto i quattro dovettero fuggire ed Acti andò in Egitto, dove fondò la città di Eliopoli.